# 2º Jamboree Scout Mundial
El 2º Jamboree Scout Mundial se celebró del 9 al 17 de agosto de 1924 y tuvo lugar en  Dinamarca en Ermelunden .

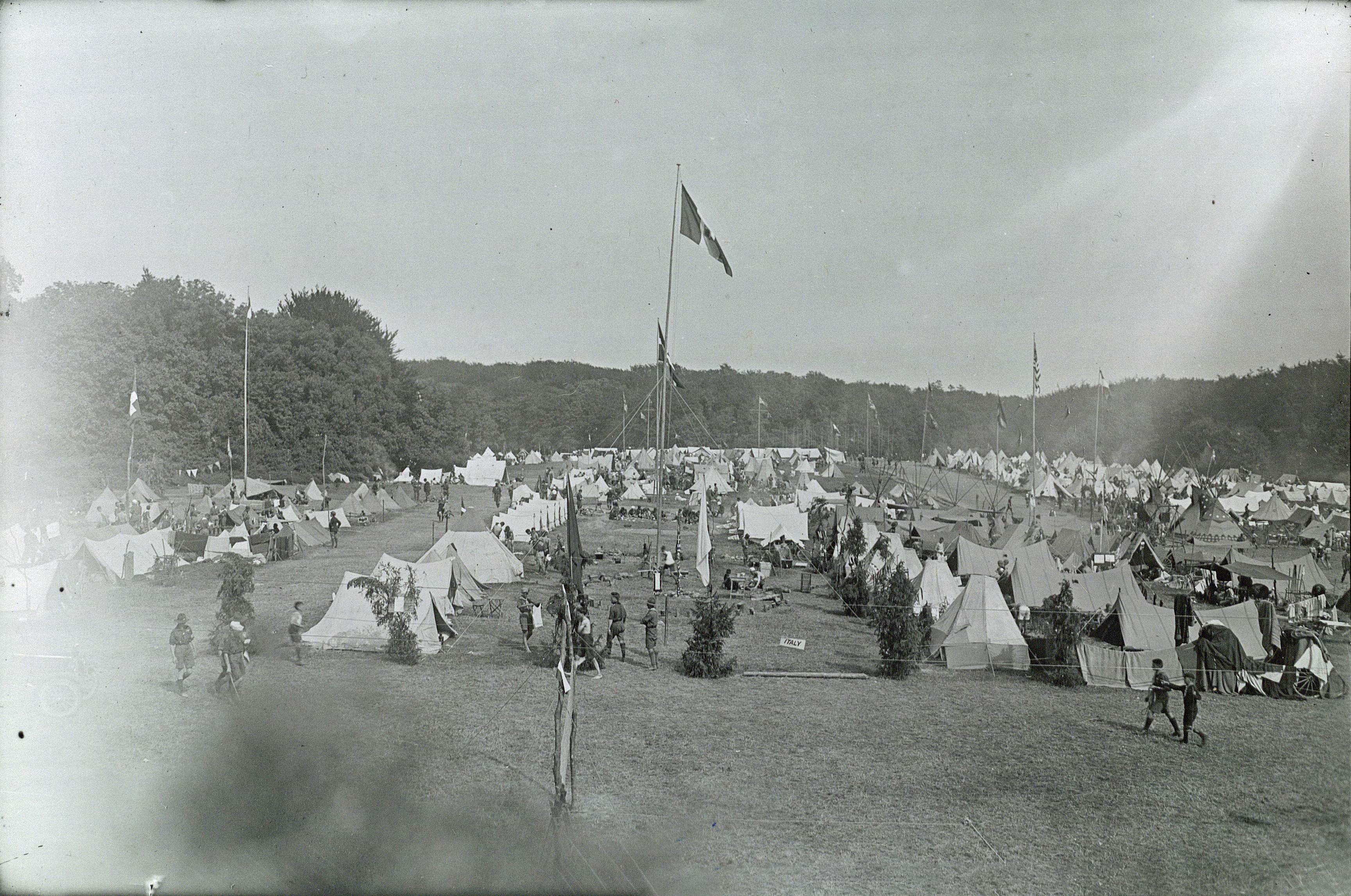
Una vista del campamento, con los exploradores italianos, en el centro.

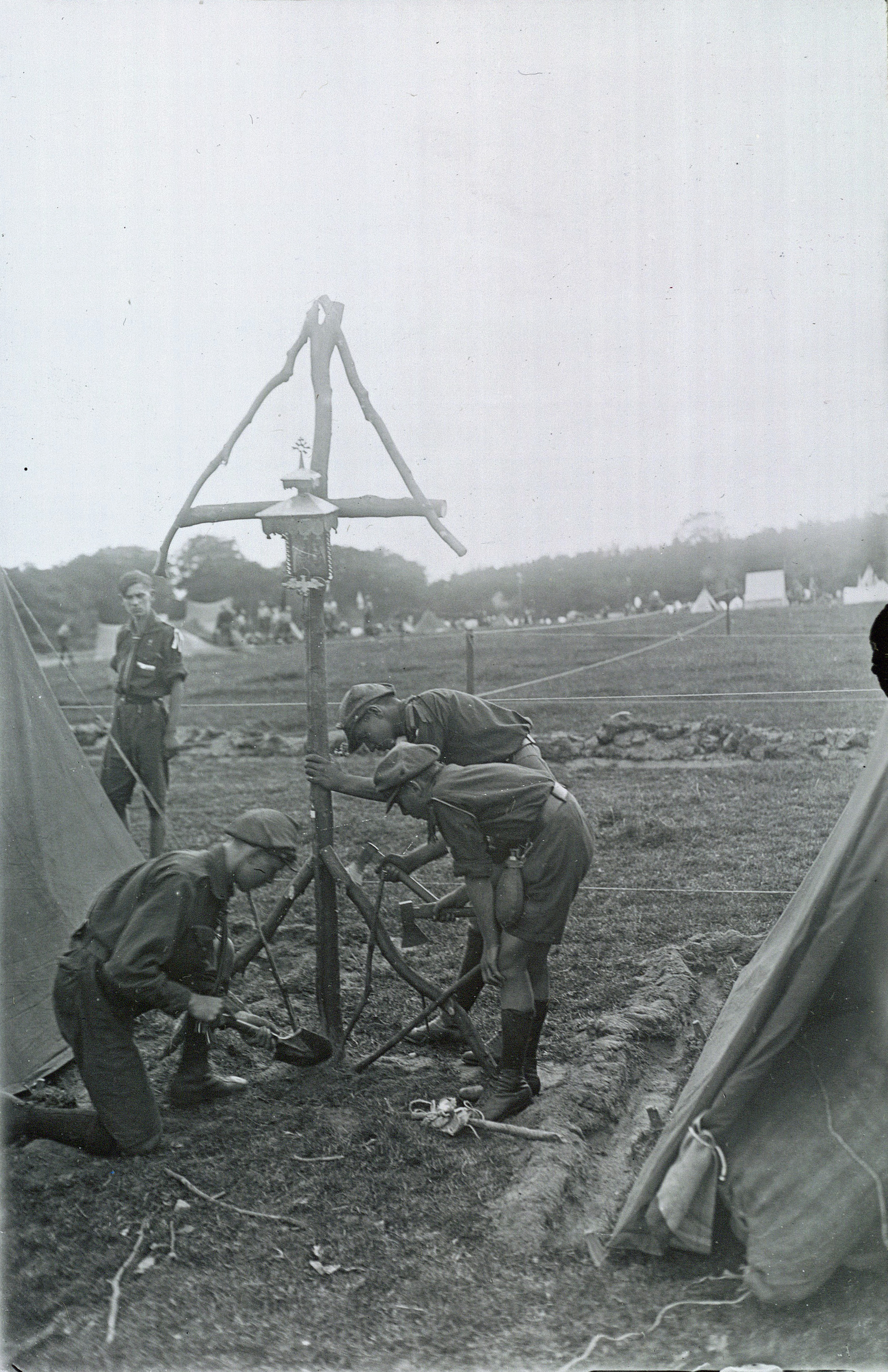
Exploradores polacos trabajando

## Antecedentes
Gran Bretaña celebró un Jamboree Imperial en Wembley, Middlesex em 1924 Más de 1.000 exploradores de 25 países de la Commonwealth y el Imperio británico aceptaron la invitación. Estuvieron presentes 10.000 scouts del Reino Unido . Las exhibiciones y ceremonias tuvieron lugar en el estadio de Wembley . Los Scouts estaban acampados cerca en Wembley Paddocks en espacios muy reducidos. El Príncipe de Gales presenció las actuaciones en el estadio, presidió una fogata y pasó la noche en una tienda de campaña en los Paddocks. En distintos días, los principales invitados al estadio fueron el Duque de York y Rudyard Kipling, el día de los Lobatos, cuando vio cómo se dramatizaban partes de sus Libros de la Selva y se utilizaban para aportar atmósfera e interés al programa de los Lobatos.

## Jamboree
El 2º Jamboree Mundial tuvo lugar en Ermelunden, unas pocas millas al norte de Copenhague, Dinamarca. Dinamarca tenía una población scout comparativamente pequeña y de antemano se expresaron dudas sobre si sería posible que los scouts daneses tuvieran éxito en la empresa. El anfitrión principal fue Christian Holm, presidente del Det Danske Spejderkorps, cuya hija pasó a ser conocida como Kim, amiga de todo el mundo . Los tres Scouters responsables de la preparación, organización y administración eran hombres muy jóvenes, pero lograron que el Jamboree fuera un éxito. Ove Holm, que más tarde se convertiría en Jefe Scout de ls oScouts de Dinamarca, fue el Secretario Organizador y Administrador, Jens Hvass, más tarde forestal y Comisionado Scout Divisional en el norte de Jutlandia, fue el Jefe del Campamento, y Tage Carstensen, más tarde abogado en Jutlandia, Comisionado Internacional y fundador del Servicio Scout de Transfusión de Sangre, estuvo a cargo de todos los aspectos internacionales.
El 2º Jamboree Mundial fue inaugurado oficialmente el 10 de agosto de 1924. Actuando como representante personal del rey Christian X. Catorce países inscribieron tropas compuestas para el Campeonato Mundial Scout, una prueba de habilidad y resistencia Scout que continuó durante toda la semana e incluyó inspecciones de campamentos, higiene, disciplina, cantos y gritos en las fogatas, bailes folclóricos, natación, artesanía, una carrera de obstáculos y una caminata de patrulla. Los Boy Scouts of America ganaron el concurso, Gran Bretaña quedó en segundo lugar y Hungría en tercer lugar. Sin embargo, se decidió no renovar la idea por temor a que el nacionalismo pudiera dañar la hermandad scout.
El fundador del escultismo, Lord Baden-Powell llegó al Jamboree después del día inaugural y fue recibido por un desfile de bienvenida de todos los Scouts. Justo cuando estaba a punto de hablar, empezó a llover a cántaros y todos quedaron empapados. El nombre que le dieron fue Bademester, que en danés significa "Superintendente de los Servicios". El último domingo, el rey Christian inspeccionó a los Scouts cerca del pabellón de caza real bajo una lluvia torrencial, y esa tarde Baden-Powell entregó los premios del concurso, diciendo: "He visto un gran número de Scouts en mi vida, pero nunca he visto ¡Ningunos tan mojado como vosotros! A causa de las inundaciones, una parte del campo incluso tuvo que ser evacuada temporalmente.
El rey Cristián X y la reina Alejandrina de Dinamarca participaron conjuntamente en la ceremonia de clausura del Jamboree. Simultáneamente se celebró en Copenhague la Tercera Conferencia Internacional.
A diferencia del primer Jamboree Scout Mundial en el Olympia Hall, los scouts daneses querían que todos se ubicaran en tiendas de campaña y los scouts se organizaran en tropas y patrullas, el cual sería el modelo utilizado a partir de entonces en los sucesivos Jamborees. Los Scouts se alojaron en casas de familias danesas durante la semana posterior al jamboree.